# Alim Öztürk
Alim Öztürk (* 17. November 1992 in Alkmaar) ist ein niederländisch-türkischer Fußballspieler.

## Karriere

### Verein
Öztürk kam 1992 als Sohn türkischstämmiger Eltern, die beide aus der zentralanatolischen Provinz Sivas stammen, im niederländischen Alkmaar auf die Welt. Hier begann er mit dem Vereinsfußball in der Jugend von AFC ’34 (ausgeschrieben Alkmaarse Football Club ’34). Anschließend wechselte er in die Jugendabteilung des FC Groningen. Hier erhielt er die Möglichkeit ein Johan Cruyff College zu besuchen, ein für Nachwuchstalente konzipiertes Fußballinternat. 2011 wechselte er zum Eerste-Divisie-Verein SC Cambuur-Leeuwarden und wurde hier sofort in den Profikader integriert. In seiner ersten Saison absolvierte Öztürk dann 5 Ligaspiele. Mit seinem Team feierte er zum Saisonende die Meisterschaft der Eerste Divisie und stieg somit in die Eredivisie auf.
Zur Rückrunde der Spielzeit 2012/13 wechselte Öztürk zum türkischen Erstligisten Trabzonspor. Ohne ein Pflichtspiel für Trabzonspor absolvierte zu haben, wurde Öztürk für die Saison 2013/14 an die Zweitmannschaft des Vereins, an den Zweitligisten 1461 Trabzon, ausgeliehen. Hier kam er am Ende der Saison auf 18 Meisterschaftseinsätze und zwei Tore.
In der Sommerpause 2014 verließ Öztürk Trabzon und unterschrieb einen dreijährigen Vertrag beim schottischen Erstligaabsteiger Heart of Midlothian. Mit den Hearts konnte er als Stammspieler den direkten Aufstieg in die Scottish Premiership erreichen. Nach seiner ersten Saison wurde Öztürk zudem zum Kapitän der Mannschaft ernannt. In der Saison 2016/17 verlor er die Kapitänsbinde und den Stammplatz in der Innenverteidigung an Perry Kitchen. Öztürk verließ deshalb im Januar 2017 den Verein vorzeitig und wechselte zurück in die Türkei zu Boluspor.
Im Sommer 2018 verließ er Boluspor und setzte seine Karriere beim AFC Sunderland fort.

### Nationalmannschaft
Öztürk startete seine Nationalmannschaftskarriere 2013 in der Türkischen U-21-Nationalmannschaft.